# Kilian von Schleinitz
Kilian von Schleinitz (Schönau am Königssee, 25 luglio 1994) è uno skeletonista tedesco.
È figlio di Ute Hankers, ex pallavolista di livello internazionale, nonché fratello di Julian e Carolin, slittinisti di alto livello.

## Biografia
Ha praticato l'hockey su ghiaccio e lo slittino sino all'età di 14 anni per poi passare allo skeleton. 

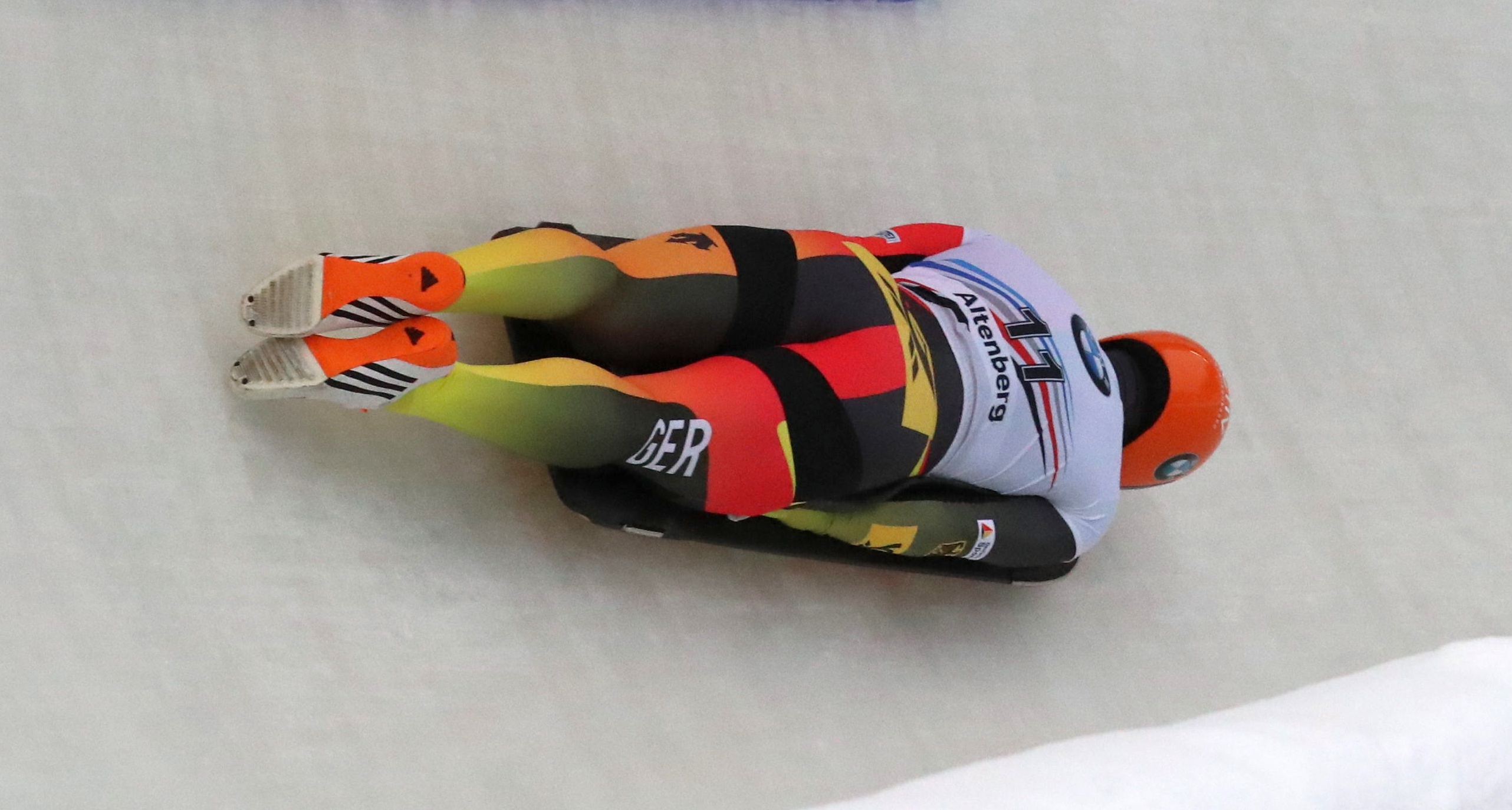
von Schleinitz in gara ad Altenberg nel 2019

Nel 2012 inizia a gareggiare per la squadra tedesca in Coppa Europa e in Coppa Intercontinentale, aggiudicandosi la classifica generale del circuito europeo nel 2012/13 e terminando secondo in quello Intercontinentale nel 2017/18 e nel 2020/21. Si distinse nelle categorie giovanili vincendo la medaglia d'oro ai mondiali juniores nell'edizione di Winterberg 2014 e quella d'argento a Winterberg 2016 dietro al russo Nikita Tregubov.
Debuttò in Coppa del Mondo nella stagione 2014/15 (17º a Lake Placid) mentre in classifica generale detiene quale miglior piazzamento il tredicesimo posto ottenuto nel 2014/15.
Prese parte a due edizioni dei campionati mondiali totalizzando quali migliori risultati il settimo posto nella gara individuale e il dodicesimo in quella a squadre, entrambi ottenuti ad Igls 2016. Nelle rassegne continentali ha raggiunto il quinto posto nel singolo a Sankt Moritz 2016.

## Palmarès

### Mondiali juniores
- 2 medaglie:
  - 1 oro (singolo a Winterberg 2014);
  - 1 argento (singolo a Winterberg 2016).

### Coppa del Mondo
- Miglior piazzamento in classifica generale: 13º nel 2014/15.

### Campionati tedeschi
- 2 medaglie:
  - 1 argento (singolo a Schönau am Königssee 2014);
  - 1 bronzo (singolo ad Altenberg 2019).

### Circuiti minori

#### Coppa Intercontinentale
- Miglior piazzamento in classifica generale: 2º nel 2017/18 e nel 2020/21;
- 25 podi (nel singolo):
  - 9 vittorie;
  - 7 secondi posti;
  - 9 terzi posti.

#### Coppa Europa
- Vincitore della classifica generale nel 2012/13;
- 5 podi (tutti nel singolo):
  - 3 vittorie;
  - 2 secondi posti.